# Ronaldinho Gomes
Ronaldinho Gomes (2 januari 1979) is een Santomees voetballer. Hij speelde in 2003 een wedstrijd voor het Santomees voetbalelftal. De wedstrijd was op 16 november tijdens kwalificatieronde van het Wereldkampioenschap voetbal 2006 en verloor met 8–0.